# Brachyopa grunewaldensis
Brachyopa grunewaldensis är en tvåvingeart som beskrevs av Kassebeer 2000. Brachyopa grunewaldensis ingår i släktet savblomflugor, och familjen blomflugor.
Artens utbredningsområde är Tyskland. Inga underarter finns listade i Catalogue of Life.